# Michiyo Taki
Michiyo Taki (瀧 通世, Taki Michiyo) was een Japans voetballer die als aanvaller speelde.

## Japans voetbalelftal
Michiyo Taki maakte op 29 augustus 1927 zijn debuut in het Japans voetbalelftal tijdens een Spelen van het Verre Oosten tegen Filipijnen. Michiyo Taki debuteerde in 1927 in het Japans nationaal elftal en speelde 1 interland.

## Statistieken
| Japans voetbalelftal | Japans voetbalelftal | Japans voetbalelftal |
| Jaar                 | Wed.                 | Dlp.                 |
| -------------------- | -------------------- | -------------------- |
| 1927                 | 1                    | 0                    |
| Totaal               | 1                    | 0                    |